# Marcelo Pagani
Marcelo Ernesto Pagani (Santa Fe, 1941. augusztus 19. –) argentin válogatott labdarúgó.
Az argentin válogatott tagjaként részt vett az 1962-es világbajnokságon.

## Sikerei, díjai
Internazionale
- Olasz bajnok (1): 1962–63